# Relations entre l'Azerbaïdjan et le Conseil turcique

Les relations entre le Conseil turcique et l'Azerbaïdjan ont débuté en 2009 jusqu'à aujourd'hui. Tenant compte de la date de création (le 3 octobre 2009) de l'organisation, l'Azerbaïdjan poursuit ses relations en tant que membre fondateur. 

## Commerce, investissement et économie
Les relations économiques entre les États membres considérés comme l’un des principaux domaines dans lesquels le Conseil turcique met l’accent sur la coopération et organise plusieurs réunions et activités en vue d’améliorer la situation[Quoi ?]. Selon la première réunion des ministres de l'économie tenue à Astana en 2011, les groupes de travail sur l'esprit d'entreprise ont été créés afin d'améliorer les conditions d'investissement et de promouvoir la diversification de l'économie dans les États membres. Un certain nombre de forums d’affaires ont été organisés sur la base de cette réunion, à laquelle ont participé plusieurs hommes d’affaires des pays membres. En octobre 2014, le troisième forum des entreprises s'est tenu à Nakhitchevan, en Azerbaïdjan, à l'issue de la quatrième réunion des ministres de l'économie des États turcophones à Issyk-Koul les 19 et 20 juin 2014. 

## Transport et douane
Dans le cadre de la deuxième réunion des ministres des TIC du Conseil turcique, tenue à Istanbul le 9 novembre 2017, le ministre des Transports, des Communications et des Hautes Technologies de l'Azerbaïdjan, Ramin Guluzade, a présenté une initiative visant à mettre en œuvre des mesures de reconnaissance mutuelle de la signature électronique. pour l'augmentation du chiffre d'affaires dans le commerce électronique. La réunion a été suivie de déclarations du secrétaire général du Conseil turcique, Ramil Hassanov, du ministre des Transports, des Affaires maritimes et des Communications de la République de Turquie, Ahmet Arslan, du vice-ministre du Comité des technologies de l'information et de la communication du Kirghizistan, Vitaly Yarochenko. Président de la communication, de l'information et des médias du ministère des TIC du Kazakhstan.  
Le 16 août 2013, le troisième sommet du Conseil turc s'est tenu à Gabala, en Azerbaïdjan, avec la participation des présidents des pays fondateurs, tels que le président de l'Azerbaïdjan Ilham Aliyev, président du Kazakhstan Noursoultan Nazarbayev, président du Kirghizistan Almazbek Atambaev, président Abdullah Gul et le Premier ministre adjoint du Turkménistan, Sapardurdy Toyliyev. «Transport et connectivité» était le sujet principal du sommet. Le sommet s'est terminé par la signature d'une «Déclaration du Troisième Sommet du Conseil de coopération des États turcophones. Toutefois, lors du sommet, le «Protocole de coopération entre les ministères des affaires étrangères des États membres du Conseil turcique» a été signé. 
L'Azerbaïdjan coopère avec les États membres voisins dans le domaine de la sécurité énergétique et mène des activités dans la mer Caspienne avec le Kazakhstan et le Turkménistan, les principales routes d'exportation passant par la Turquie. En juillet 2013, la première réunion des ministres des transports s'est tenue à Bakou. Dans le cadre de la réunion, les principales questions ont été examinées afin de réaliser un transport intégré à travers le couloir de transport central en passant par les États membres et les ports de la mer Caspienne et de la mer Noire.
Selon le discours prononcé par le président azerbaïdjanais Ilham Aliyev au cinquième sommet du Conseil de coopération des États turcophones, l'Azerbaïdjan coopère et investit dans les pays voisins, notamment le Kazakhstan et le Turkménistan. Il a souligné le rôle de l'Azerbaïdjan en tant que pays de transit pour eux. En outre, le début de la construction d’un nouveau port international pour le commerce maritime à Bakou, d’une capacité de 25 millions de tonnes de marchandises, ainsi que le chemin de fer Bakou-Tbilissi-Kars relieront l’Asie et l’Europe en passant par le Kazakhstan et l’Azerbaïdjan.

## Culture et art
La fondation Culture et patrimoine turcique a été créée à l'initiative de l'Azerbaïdjan lors du deuxième sommet du Conseil turcique tenu à Bichkek en 2012. En 2015, la fondation a commencé ses activités en tant qu'organisation internationale. Le siège de l'organisation est situé à Bakou. Le 27 septembre, le ministère de la Jeunesse et des Sports de l'Azerbaïdjan et le Conseil turcique ont organisé un festival de la jeunesse consacré à l'élection de Gandja capitale de la jeunesse européenne - 2016.